# 广州市监察委员会
广州市监察委员会，简称广州市监委，是中华人民共和国广东省广州市的地方国家监察机关，与中国共产党广州市纪律检查委员会合署办公，成立于2018年1月16日，取代广州市监察局的职能。广州市监察委主任由广州市人民代表大会选举产生，并向其和广州市人大常委会以及广东省监察委员会负责。
现任主任为杨飞。

## 历届监察委

### 第十六届市人大任期（2022年1月至今）
- 主任：杨飞
- 副主任：余向阳、冯慧光
- 委员：刘利人、王普华、朱永飞、林钰泽